# Belli (film)
Belli è un film del 2014, diretto da Mussanje Mahesh.

## Colonna sonora
1. Sadhana Sargam – Belli Belli
2. Shankar Mahadevan – Dhoom Dhamaka
3. Karthik, Supriya Lohith – Doona Doona
4. Fayaz Khan, Bangalore Boys – Maleya Madayya
5. Sangeetha Ravindranath – Pungi Inda Bandare
6. Shashank Sheshagiri, Supriya Lohith – Doona Doona
7. Supriya Lohith – Belli Belli